# Ladislav Ferebauer
Ladislav Ferebauer (* 25. Oktober 1957 in České Budějovice) ist ein ehemaliger tschechoslowakischer Radrennfahrer.

## Sportliche Laufbahn
Ferebauer entwickelte sich in seiner Laufbahn zum Spezialisten für Etappenrennen. Begonnen hatte er mit dem Radsport jedoch zunächst bei Querfeldeinrennen. Er war Mitglied des Vereins Rudá Hvězda Plzeň in Pilsen.
Seinen ersten Einsatz für die tschechoslowakische Nationalmannschaft hatte er bei der DDR-Rundfahrt 1976 (Sieger Siegbert Schmeißer), die er als Neunter und bester tschechoslowakischer Fahrer beendete. Er belegte auf der 8. Etappe: Quer durch den Harz, 119 km, am 21. August 1976 – ebenfalls als Harzrundfahrt gewertet – beim Sieg von Bernd Drogan nach Detlef Kletzin den 3. Platz vor Milan Šel und wurde damit bester ausländischer und tschechoslowakischer Fahrer.
1978 gewann er die traditionsreiche Lidice-Rundfahrt in seiner Heimat und wurde Zweiter der Tour de Bohemia. Letztere konnte er 1979 wie auch 1980 gewinnen. Bei der Rundfahrt 1979 trug er das Trikot des Spitzenreiters nach der ersten und bis zur letzten Etappe. Er war Teilnehmer der Olympischen Sommerspiele 1980 in Moskau und wurde als 37. des Straßenrennens klassiert. Seine größten Erfolge feierten 1981 mit den Gesamtsiegen bei der Rheinland-Pfalz-Rundfahrt und der Marokko-Rundfahrt. 1982 konnte er sich als Zweiter der Slowakei-Rundfahrt und Fünfter der Luxemburg-Rundfahrt platzieren. In der nationalen Meisterschaft im Mannschaftszeitfahren wurde er Zweiter. 1983 siegte er im Eintagesrennen um den Tribüne Bergpreis in der DDR. Das kubanische Etappenrennen Gran Premio La Farola gewann er 1984 mit einem Tageserfolg.
Bis 1986 bestritt er weitere Rundfahrten für die Nationalmannschaft (so die Polen-Rundfahrt, die Tour de l’Avenir, die Kuba-Rundfahrt) und gewann dabei einige Etappen. An der Internationalen Friedensfahrt nahm er fünfmal teil; sein bestes Resultat war der 10. Platz 1983. 1983 startete er bei den UCI-Straßen-Weltmeisterschaften und wurde als 32. im Straßenrennen der Amateure klassiert.